# Майорі
Майорі (італ. Maiori) — муніципалітет в Італії, у регіоні Кампанія, провінція Салерно.
Майорі розташоване на відстані близько 230 км на південний схід від Рима, 40 км на південний схід від Неаполя, 11 км на захід від Салерно.
Населення — 5607 осіб (2014).
Щорічний фестиваль відбувається 15 серпня. Покровитель — Свята Марія (Santa Maria).

## Демографія
Населення за роками:

Станом на 1 січня 2023 року в муніципалітеті офіційно проживали 133 іноземці з 31 країни, серед них 23 громадяни країн Євросоюзу та 45 громадян України.

## Сусідні муніципалітети
- Кава-де'-Тіррені
- Четара
- Мінорі
- Равелло
- Трамонті
- В'єтрі-суль-Маре